# 얼돼
얼돼(1991년 1월 29일 ~)는 대한민국의 가수다. 2015년 싱글 '노답 (Part.1)'으로 정식 데뷔했다.

## 학력
- 대아고등학교 졸업
- 진주보건대학교 졸업

## 방송
- 쇼미더머니 777 (2018) - Top60

## 공연
- The Ugly Junction, Live "발아" 19 (2016)